# 7.5厘米LG 40無後座力炮
7.5厘米LG 40無後座力炮是由德國軍隊在第二次世界大戰期間使用的無後座力炮。

## 背景
萊茵金屬公司為了提供空降部隊可空投的重型武器支援，於1937年開始發展無後座力武器，並擊敗克虜伯公司贏得生產合約。初期生產代號為LG 1，但很快就被改為LG 40以符合當時的「年分」命名系統。

## 設計問題
德國無後座力炮的共同特點是，使用一般彈殼搭配不同火藥包，來應付後座力所產生的問題。
不過7.5公分LG 40無後座力炮使用的是7.5公分Gebirgsgeschütz 36（山炮）的HE彈殼，和7.5公分Feldkanone 16（新型號野戰砲）的反戰車炮彈彈殼，雖然說無法發揮無後座力武器的彈道特性，但由於現有的產線和庫存的炮彈可以立即上線使用，還是省下了大量的研究時間和精力。
7.5公分LG 40無後座力炮在實戰中有兩個顯著缺點。首先，炮彈發射時所排出的氣體，會在擊發機構中的文氏管裡積垢。如要解決這個問題，必需重新設計整個炮膛，為此得修改整個生產線來重製現有炮身，並不值得。此外還有一個嚴重問題，在炮體射擊了約300發後，炮座會開始局部晃動。依學理分析，炮彈擊發時咬住膛線所產生的反方向扭力，要與炮尾噴嘴的推力抵銷，而一旦噴嘴被砲彈擊發時的燃燒氣體腐蝕，便失去作用。要解決這個問題，可以在炮尾噴嘴裡加焊與炮膛線反向的曲面葉片，如此噴出的尾氣便可產生另一道反方向的扭力，將炮彈施加在膛線上的扭力盡可能抵消，加強炮身穩定性。

## 使用紀錄
LG40首先出現於克里特島戰役，先由德軍空降炮兵營二連配屬使用，而後廣泛使用於德軍空降部隊(包含納粹空軍與納粹黨衛隊)。
黨衛隊500傘兵營空降約瑟普·布羅茲·狄托位於Drvar的總部時，也使用了4門樣砲。
德軍山岳步兵師(Gebirgsjäger) 特別青睞其輕盈的炮身，因此在1942年後期的高加索山區戰役大量使用。